# Euphyia absitaria
Euphyia absitaria là một loài bướm đêm trong họ Geometridae.